# Dichaetomyia fasciculifera
Dichaetomyia fasciculifera este o specie de muște din genul Dichaetomyia, familia Muscidae. A fost descrisă pentru prima dată de Stein în anul 1910.
Este endemică în Seychelles. Conform Catalogue of Life specia Dichaetomyia fasciculifera nu are subspecii cunoscute.